# جان ساندولد
جان ساندولد (انگلیسی: Jon Sundvold؛ زاده ۲ ژوئیهٔ ۱۹۶۱) یک بازیکن بسکتبال اهل ایالات متحده آمریکا است.